# Frédéric Bey
Pour les articles homonymes, voir Bey.
 (novembre 2023).
Frédéric Bey, né le 20 avril 1961 à Issy-les-Moulineaux (en France), est un créateur de jeux d'histoire sur carte et l'auteur d'ouvrages et d'articles ayant trait à l'histoire militaire.

## Biographie
Frédéric Bey a suivi des études supérieures de commerce et d'histoire.
Les jeux d'histoire qu'il a créés portent sur l'histoire militaire antique, médiévale et napoléonienne. Ils ont été notamment publiés dans les magazines Casus Belli, Vae Victis, ainsi que dans la revue américaine C3i.
Il est également l’organisateur du Trophée du Bicentenaire, compétition internationale et annuelle de jeu d'histoire qui a pour objectif de commémorer le bicentenaire des grandes victoires de l'Empire.
Spécialiste de l’histoire napoléonienne et de l'histoire romaine, Frédéric Bey est également l’auteur de très nombreux articles sur la stratégie dans le monde antique et sur les guerres napoléoniennes, parus dans les magazines Guerres et Histoire, De la guerre, La Revue Napoléon, Prétorien, Traditions, Histoires de France ou Against The Odds.
Il a donné plusieurs conférences sur l’histoire militaire au château de Vincennes dans le cadre du Centre d'études d'histoire de la défense (CEHD),,, et est également intervenu sur France Inter dans 2000 ans d'histoire à l’occasion du bicentenaire de la bataille d’Austerlitz, et au Centre culturel irlandais de Paris dans le cadre d’une journée consacrée à Napoléon et l’Irlande.
Dans le domaine de l'histoire militaire, Frédéric Bey a publié trois livres sur la bataille d'Austerlitz, la bataille d'Iéna et la bataille de Friedland et est le co-auteur de l'ouvrage Infographie de l'empire napoléonien.

## Publications

### Livres
- Austerlitz, la victoire exemplaire, Editions Quatuor, 2005, 380 pages
- Iéna et Auerstaedt, la victoire foudroyante, Editions Quatuor, 2006, 271 pages
- Rome, la légion romaine au service de l’Empire, Histoire et Collections, 2007, 82 pages  (ISBN 978-2352500087)
- Eylau et Friedland, la victoire avant tout, Editions Quatuor, 2008, 263 pages
- Alésia, le triomphe de l'organisation romaine, Histoire et Collections, 2011, 64 pages  (ISBN 978-2352501220)
- Issos et Gaugamèles, Alexandre vainc et détrône Darius III, 333-331 avant J.-C., Cérigo Editions, 2020, 48 pages  (ISBN 978-2352503767)
- sous la dir. de Jean Lopez, avec B. Bihan, P. Bondurand, P. Bouhet, N. Chevassus-au-Louis, P. Fleury, P. Grumberg, L. Henninger, S. Janniard, L. Otkhmezuri, G. Reich et E. Tréguier, La guerre antique, Éditions Perrin, 2021, 397 pages  (ISBN 978-2262096847)
- sous la dir. de Jean Lopez, avec V. Bernard, B. Bihan, P. Bouhet, H. Gökşin Özkoray, L. Henninger et A. Reverchon, Les dix meilleures armées de l'histoire - Des Assyriens à l’US Army, Éditions Perrin, Collection Tempus, 2022, 231 pages,  (ISBN 978-2262100216)
- sous la dir. de Thierry Lentz et Jean Lopez, avec S. Béraud, P. Bouhet, P. Branda, S. Calvet, F. Houdecek, M. Roucaud et A. Reverchon, Les mythes de la Grande Armée, Éditions Perrin, 2022, 444 pages,  (ISBN 978-2262100742)
- avec Vincent Haegele et Nicolas Guillerat, Infographie de l'empire napoléonien, Passés/Composés, 2023, 160 pages,  (ISBN 978-2379330865)
- Alésia, le triomphe de l'organisation romaine (deuxième édition), Histoire & Collections, 2023, 64 pages,  (ISBN 979-1038013742)
- sous la dir. de Jean Lopez, avec B. Bihan, P. Bondurand, P. Bouhet, N. Chevassus-au-Louis, P. Fleury, P. Grumberg, L. Henninger, S. Janniard, L. Otkhmezuri, G. Reich et E. Tréguier, La guerre antique, Éditions Perrin, Collection Tempus, 2024, 576 pages  (ISBN 978-2262106331)
- sous la dir. de Thierry Lentz et Jean Lopez, avec S. Béraud, P. Bouhet, P. Branda, S. Calvet, F. Houdecek, M. Roucaud et A. Reverchon, Les mythes de la Grande Armée, Éditions Perrin, Collection Tempus, 2025, 422 pages  (ISBN 978-2262111205)

### Jeux d'histoire
Frédéric Bey a conçu et publié plus de soixante-dix wargames.
- Bellum Gallicum / Casus Belli no 68 et no 69 / 1992[collaboration 1]
- Rivoli 1797 / Vae Victis no 18 / 1997[collaboration 1]
- Denain 1712 / Vae Victis no 20 / 1998[collaboration 2]
- Alésia 52 av. J.-C. / Vae Victis no 21 / 1998
- Les Pyramides 1798 / Vae Victis no 23 / 1998[collaboration 1]
- Poitiers 1356 et Formigny 1450 / Vae Victis no 26 / 1999
- Zurich 1799 / Vae Victis no 29 / 1999
- Suffren aux Indes / Vae Victis no 34 / 2000
- Marengo 1800 / Vae Victis no 35 / 2000[collaboration 1]
- Jours de Gloire Campagne I : Le Danube (Hohenlinden 1800, Austerlitz 1805, Wagram 1809) / Vae Victis no 41 / 2001
- Canope 1801 / Canons en Cartons / 2001
- Imperator 161-217 / Vae Victis no 42 / 2001
- Au fil de l'épée (Bouvines 1214 et Benevento 1266) / Vae Victis no 45 / 2002
- Montebello 1800 / Canons en Cartons / 2002
- Jours de Gloire Campagne II : La Pologne (Pultusk 1806, Eylau et Friedland 1807, Pologne 1812-1813) / Vae Victis no 47 / 2002
- Lonato 1796 / T&G module / C3i no 14 / 2002
- Plutôt mort que Perse (Les guerres médiques, 492-479 av. J.-C.) / Vae Victis no 49 / 2003[collaboration 3]
- Jours de Gloire Campagne III : La France (Valmy 1792, France 1814) / Vae Victis no 52 / 2003
- Epées de France (Auray et Cocherel 1364, Patay 1429, Castillon 1453) / Canons en Carton / 2003
- Semper Victor 305-374 / Vae Victis no 56 / 2004
- Austerlitz 1805 (sud) / Vae Victis no 58 / 2004
- Haslach et Elchingen 1805 / Canons en Carton / 2004
- La croix et l'épée (Las Navas de Tolosa 1212) / Vae Victis no 62 / 2005
- Austerlitz 1805 (nord) / Vae Victis no 64 / 2005
- Alésia 52 av. J.-C., l'hypothèse jurassienne / Canons en Carton / 2005
- Dürrenstein et Schöngraben 1805 / Canons en Carton / 2005
- La guerre de Troie / Vae Victis no 66 / 2006
- Epées Royales (Brémule 1119, Taillebourg 1242, Mons-en-Pévèle 1304, Cassel 1328) / Canons en Carton / 2006
- Iéna 1806 / Vae Victis no 71 / 2006
- Maïda et Castel Nuovo 1805 / Canons en Carton / 2006
- Schleiz, Saalfeld et Auerstaedt 1806 / Canons en Carton / 2007
- Ultimus Romanorum / Vae Victis no 74 / 2007[collaboration 4]
- Epées et Couronne (Varey 1325, Baugé 1421, Verneuil 1424, Monthléry 1465) / Canons en Carton / 2007
- Eylau 1807 / Vae Victis no 77 / 2007
- Friedland 1807 / Canons en Carton / 2007
- Epées et Hallebardes (Morgarten 1315, Sempach 1386 et Grandson 1476) / Vae Victis no 81 / 2008
- Borkowo 1806 / Vae Victis Hors-série no 10 / 2008
- Epées et Croisade (Dorylée 1097 et Ascalon 1099) / Canons en Carton / 2008
- Medina de Rioseco et Somosierra 1808 / Vae Victis no 83 / 2008
- Roliça et Vimeiro 1808 / Canons en Carton / 2008
- Epées Normandes (Val ès dunes 1057, Varaville 1057 et Hastings 1066 / Canons en Carton / 2009
- Aspern-Essling 1809 / Vae Victis Collection Jeux d'Histoire / 2009
- Gospitch et Ocaña 1809 / Canons en Carton / 2010
- Le Lion et l'Epée (Trémithoussia et Arsouf 1191) / Vae Victis Collection Jeux d'Histoire / 2010
- Sphactérie, 425 av. J.-C. / Vae Victis no 95 / 2010
- Almeida et Bussaco 1810 / Hexasim - Canons en Carton / 2010
- Allemagne 1813 : de Lützen à Leipzig / Hexasim - Canons en Carton / 2011
- Fuentes de Oñoro, Foz d'Arouce et El Bodón 1811 / Vae Victis Collection Jeux d'Histoire / 2011
- Syracuse, 415-413 av. J.-C. / Vae Victis no 103 (Edition spéciale jeu) / 2012  (EAN 3-700721-30005-8)
- Epées souveraines (Bouvines 1214 et Worringen 1288) / Ludifolie Editions - Canons en Carton / 2012
- La Bérézina 1812 - Batailles pour les ponts / Ludifolie Editions - Canons en Carton / 2012
- Bellum Gallicum II / Vae Victis Collection Jeux d'Histoire / 2012  (EAN 3-700721-30008-9)
- Alea Iacta Est, la mort de la République (49 à 29 av. J.-C.) / Ludifolie Editions - Canons en Carton / 2013
- Hanau 1813 - La charge héroïque / Vae Victis Collection Jeux d'Histoire / 2013  (EAN 3-700721-300157)
- Le Dauphin et l'Epée (Bastille de Dieppe 1443, Saint-Jacques-sur-la-Brise 1444 et Montlhéry 1465) / Ludifolie Editions / 2014
- La Trêve ou l'Epée (Gué de Blanquetaque 1475 et Guinegatte 1479) / Ludifolie Editions / 2014
- Amphipolis, 424-422 av. J.-C. / Vae Victis no 119 (Edition spéciale jeu) / 2014
- Montmirail et Vauchamps 1814 - La Garde monte ligne / Ludifolie Editions - Canons en Carton / 2014
- Les Quatre-Bras et Waterloo 1815 - Les dernières charges de l'Empire / Ludifolie Editions - Canons en Carton / 2015
- Arcole 1796 / Vae Victis Collection Jeux d'Histoire - Cérigo Editions / 2016
- Ligny et Wavre 1815 - Les dernières victoires de l'Empire / Ludifolie Editions - Canons en Carton / 2016
- Premières Gloires, Rivoli 1797 – Zürich 1799 – Montebello 1800 – Marengo 1800 / Vae Victis Collection Jeux d'Histoire - Cérigo Editions / 2017
- Hellespont, 411-410 av. J.-C. / Vae Victis no 139  (Edition spéciale jeu) / 2018
- Héros & Rois (Val ès dunes 1047, Taillebourg 1242, Cocherel 1364 et Patay 1429) / Vae Victis Collection Jeux d'Histoire - Cérigo Editions / 2018
- Sfacteria 425 A.C. / Si Vis Pacem Para Bellum n°IV / 2018
- Issy 1815 / C3i no 32 / 2018
- Blenheim 1704 AD / Turning Point Simulations / 2019
- Alexandre contre la Perse, 334-331 av. J.-C. - Granique, Issos et Gaugamèles / Vae Victis Collection Jeux d'Histoire - Cérigo Editions / 2019
- Trois Jours de de Gloire, Elchingen 1805 - Hollabrunn 1805 - Austerlitz 1805 / Vae Victis Collection Jeux d'Histoire - Cérigo Editions / 2021
- Les Quatre-Bras et Waterloo 1815 - Les dernières charges de l'Empire (deuxième édition) / Ludifolie Editions - Canons en Carton / 2021
- La Garde avance ! Waterloo 1815, le dernier carré / Vae Victis no 161  (Edition spéciale jeu) / 2022
- Premières Gloires, Rivoli 1797 – Zürich 1799 – Montebello 1800 – Marengo 1800 (deuxième édition) / Vae Victis Collection Jeux d'Histoire - Cérigo Editions / 2022
- Aspern-Essling 1809 (deuxième édition) / Vae Victis Collection Jeux d'Histoire - Cérigo Editions / 2022
- Nabis, le derniers Spartiate 195 av. J.-C. / Vae Victis no 167  (Edition spéciale jeu) / 2023
- Deux Années de Gloire, Iéna et Auerstaedt 1806 - Eylau et Friedland 1807 / Vae Victis Collection Jeux d'Histoire - Cérigo Editions / 2024
- La Garde veille ! Eylau 1807 / Vae Victis no 178 / (Edition spéciale jeu) / 2025

Collaborations : 
1. 1 2 3 4  avec Marc Brandsma
2. ↑  avec Sylvain Fereira
3. ↑  avec Nicolas Stratigos
4. ↑  avec Jean-Philippe Gury